# Singhiella
Singhiella is een geslacht van halfvleugeligen (Hemiptera) uit de familie witte vliegen (Aleyrodidae), onderfamilie Aleyrodinae.
De wetenschappelijke naam van dit geslacht is voor het eerst geldig gepubliceerd door Sampson in 1943. De typesoort is Trialeurodes bicolor.

## Soorten
Singhiella omvat de volgende soorten:
- Singhiella bassiae (David & Subramaniam, 1976)
- Singhiella bicolor (Singh, 1931)
- Singhiella brideliae (Jesudasan & David, 1991)
- Singhiella cambodiensis (Takahashi, 1942)
- Singhiella cardamomi (David & Subramaniam, 1976)
- Singhiella chinensis (Takahashi, 1941)
- Singhiella chitinosa (Takahashi, 1937)
- Singhiella citrifolii (Morgan, 1893)
- Singhiella crenulata Qureshi & Qayyam, 1969
- Singhiella delamarei (Cohic, 1968)
- Singhiella dioscoreae (Takahashi, 1934)
- Singhiella dipterocarpi (Takahashi, 1942)
- Singhiella elaeagni (Takahashi, 1935)
- Singhiella elbaensis (Priesner & Hosny, 1934)
- Singhiella ficifolii (Takahashi, 1942)
- Singhiella kuraruensis (Takahashi, 1933)
- Singhiella longisetae Chou & Yan, 1988
- Singhiella malabaricus (Jesudasan & David, 1991)
- Singhiella mekonensis (Takahashi, 1942)
- Singhiella melanolepis Chen & Ko, 2007
- Singhiella pallida (Singh, 1931)
- Singhiella piperis (Takahashi, 1934)
- Singhiella premnae Martin, 1999
- Singhiella serdangensis (Corbett, 1935)
- Singhiella simplex (Singh, 1931)
- Singhiella subrotunda (Takahashi, 1935)
- Singhiella sutepensis (Takahashi, 1942)
- Singhiella tetrastigmae (Takahashi, 1934)
- Singhiella vanieriae (Takahashi, 1935)